# تازه‌کند (جلفا)
تازه‌کند یکی از روستاهای استان آذربایجان شرقی است که در دهستان شجاع بخش مرکزی شهرستان جلفا واقع شده‌است.